# Почесні громадяни Полтави
Нижче наведений список почесних громадян Полтави.

## Почесні громадяни
- Тацій Василь Якович. Нагороджений 2001 року за особисті заслуги перед містом у розвитку самоврядування, багаторічну плідну науково-педагогічну діяльність, визначний внесок у теорію права та активну громадську роботу.
- Кукоба Анатолій Тихонович. Нагороджений 1999 року за вагомий внесок у розбудову засад місцевого самоврядування, особисті заслуги у розвитку інфраструктури міста та зважаючи на визнання полтавцями його плідної діяльності на благо територіальної громади.
- Скрипніков Микола Сергійович. Нагороджений 2001 року за особисті заслуги перед містом у розвитку самоврядування, багаторічну науково-педагогічну діяльність, внесок у реформування вищої школи, активну громадську роботу.
- Данилко Андрій Михайлович. Нагороджений 2007 року за творчу оригінальність, популяризацію полтавського самобутнього колориту та сприяння визнання Полтави на міжнародному рівні.
- Онищенко Олександр Григорович. Нагороджений 2001 року за особисті заслуги перед містом у розвитку самоврядування, багаторічну науково-педагогічну діяльність, внесок у реформування вищої школи, активну громадську роботу.
- Попович Павло Романович. Льотчик-космонавт СРСР, двічі Герой Радянського Союзу. За заслуги в освоєнні космічного простору нагороджений золотою медаллю ім. Ціолковського, двома орденами Леніна, орденом Червоної Зірки.
- Кучма Леонід Данилович. Нагороджений 2004 року за видатні заслуги перед містом у ствердженні засад місцевого самоврядування та у соціальному розвитку міста, визнану полтавцями багаторічну політичну і громадську діяльність.
- Пожечевський Віктор Олександрович. Заслужений працівник фізичної культури і спорту України, голова дирекції Полтавського відділення Національного олімпійського комітету України. За видатні особисті заслуги перед територіальною громадою міста Полтава.
- Виноградець Дмитро Миколайович. Нагороджений 2009 року за видатні особисті заслуги перед територіальною громадою міста Полтави у розвитку фізичної культури і спорту.
- Павлов Микола Петрович. Нагороджений 2009 року за видатні особисті заслуги перед територіальною громадою міста Полтава у розвитку фізичної культури та спорту, здобуття футбольним клубом «Ворскла» Кубка України.

## Колишні
- Кобзон Йосип Давидович. Нагороджений 2002 року за особисті заслуги перед містом у розвитку духовності, культури і мистецтва, багаторічну творчу плідну діяльність, просвітницьку та громадську роботу. 25 листопада 2014 року Полтавська міська рада на черговій сесії позбавила Кобзона Йосипа Давидовича звання «Почесний громадянин Полтави»[1][2].